# Португалия на «Евровидении-1979»
Португалию в двадцать четвёртом выпуске телевизионного конкурса Евровидение-1979, который состоялся 31 марта в Иерусалиме представляла певица Мануэла Браво с песней Sobe, sobe, balão sobe ("Вверх, вверх, на воздушном шаре"), написанной Карлушем Нобрегой-и-Соуза. По итогам голосования она заняла девятое место из 19, набрав 64 очка, зафиксировав, тем самым, один из лучших результатов Португалии на Евровидение. Тем не менее, Sobe, sobe, balão sobe стала предшественницей португальской заявки на Евровидение-1980 Um grande, grande amor в исполнении Жозе Сида. Конкурс был показан Radiotelevisão Portuguesa (RTP) на канале RTP1 с комментариями Фиалхо Гоувейи. Глашатаем от Португалии был Жоао Абел да Фонсека.

## До «Евровидения»

Логотип Festival RTP da Canção 1979

### Festival RTP da Canção 1979
Начиная с 1964 года португальская телекомпания RTP отвечает за организацию отбора заявки на Евровидение и дальнейшую трансляцию конкурса. Традиционно, все заявки от Португалии отбирались через национальный отбор под названием Festival RTP da Canção. Шестнадцатый выпуск Festival RTP da Canção 1979 состоялся 23 февраля в кинотеатре "Монументал" в Лиссабоне. Ведущими были Жозе Фиалхо Гоувейа и Мануэла Моура Гуэдеш. Конкурс состоял из финала, которому предшествовало три полуфинала, состоявшихся 3, 10 и 17 февраля соответственно на той же площадке и с теми же ведущими. В каждом из полуфиналов из девяти претендентов жюри отбирало троих для участия в финале. Отобранные из полуфиналов девять конкурсантов представили свои песни, а победитель также определялся голосами жюри, представлявшим 22 округа Португалии от Лиссабона до Азорских островов. Каждая из песен сопровождалась оркестром под управлением того или иного дирижёра.
| Порядковый номер | Исполнитель           | Название песни           | Дирижёр                  | Очки | Место |
| ---------------- | --------------------- | ------------------------ | ------------------------ | ---- | ----- |
| 1                | Гонзага Коутиньо      | Tema para um homem só    | Тило Крассман            | 102  | 5     |
| 2                | SARL                  | Uma canção comercial     | Педру Озориу             | 123  | 3     |
| 3                | Конча                 | Qualquer dia, quem diria | Жавьер Итурральда        | 78   | 6     |
| 4                | Габриэла Шааф         | Eu só quero              | Жорге Мачаду             | 132  | 2     |
| 5                | Тозе Бриту            | Novo canto português     | Майк Сержант             | 110  | 4     |
| 6                | Тереса Силва Карвальо | Cantemos até ser dia     | Педру Озориу             | 52   | 9     |
| 7                | Флоренсиа             | O comboio do tua         | Шегундо Галарца          | 63   | 8     |
| 8                | Мануэл Жозе Соареш    | Quando chego a casa      | Луиш Дуарте              | 76   | 7     |
| 9                | Мануэла Браво         | Sobe, sobe, balão sobe   | Фернанду Коррейа Мартинс | 149  | 1     |

## На «Евровидении»
Мануэла Браво выступала в Иерусалиме под номером 1, открыв, тем самым, конкурсную программу. Во время выступления певица была одета в лимонно-жёлтое платье, а освещение со стороны гигантского вращающегося "глаза" также было жёлтым. По итогам голосования она заняла девятое место из 19, набрав 64 очка, зафиксировав, тем самым, один из лучших результатов Португалии на Евровидение. Это был самый высокий результат Португалии с 1972 года. 12 очков португальское жюри присудило стране-победительнице и стране-хозяйке Израилю. Тило Крассман был дирижёром во время исполнения португальской песни.

### Голосование
| Очки      | Страна                             |
| --------- | ---------------------------------- |
| 12 баллов |                                    |
| 10 баллов | - Франция                          |
| 8 баллов  |                                    |
| 7 баллов  | - Австрия                          |
| 6 баллов  | - Испания - Италия - Норвегия      |
| 5 баллов  | - Бельгия - Монако                 |
| 4 балла   | - Германия - Швейцария             |
| 3 балла   | - Люксембург - Нидерланды - Швеция |
| 2 балла   | - Финляндия                        |
| 1 балл    |                                    |

| Очки      | Страна         |
| --------- | -------------- |
| 12 баллов | Израиль        |
| 10 баллов | Греция         |
| 8 баллов  | Италия         |
| 7 баллов  | Люксембург     |
| 6 баллов  | Франция        |
| 5 баллов  | Ирландия       |
| 4 балла   | Великобритания |
| 3 балла   | Норвегия       |
| 2 балла   | Германия       |
| 1 балл    | Монако         |